# Grad svetega Mihaela
Grad svetega Mihaela (rusko: Миха́йловский за́мок, Mihailovski zamok), imenovan tudi Inženirski grad (rusko: Инженерный замок, Inzhenerny zamok), je nekdanja carska rezidenca v zgodovinskem središču Sankt Peterburga v Rusiji. Grad sv. Mihaela je bil zgrajen kot rezidenca za carja Pavla I., delo arhitektov Vincenza Brenna in Vasilija Bahenova v letih 1797-1801. Ime je dobil po svetem Mihaelu, zavetniku carske družine.  Grad je na vsaki strani videti drugače, saj so arhitekti uporabili motive različnih arhitekturnih slogov, kot so francoski klasicizem, italijanska renesansa in gotika.
Grad sv. Mihaela je bil zgrajen južno od Poletnega vrta in je nadomestil majhno leseno palačo carice Elizabete Petrovne. Strah pred spletkami in zaroto z atentataom je bil razlog, da cesar Pavel I. ni maral Zimskega dvorca, kjer se ni nikoli počutil varnega. Zaradi njegove osebne očaranosti s srednjeveškimi vitezi in nenehnega strahu pred atentati je bila nova rezidenca zgrajena kot grad okrog osmerokotnega dvorišča. Stavba z zaobljenimi vogali je bila obdana z vodami reke Moika, reke Fontanke in dvema posebej izkopanima kanaloma (Cerkveni kanal in Nedeljski kanal), ki je grajski predel spremenil v umetni otok, do katerega je bilo mogoče priti le preko dvižnih mostov. 
Gradnja se je začela 26. februarja 1797, slovesno je bil posvečen 8. novembra 1800, tj. na dan sv. Mihaela po vzhodnem pravoslavnem koledarju, čeprav so se zaključna dela na notranjosti nadaljevala do marca 1801. Leta 1800 je bil pred gradom postavljen bronasti konjeniški kip Petru Velikemu. Ta kip je bil zasnovan v času življenja Petra Velikega in pozneje, odlit pa leta 1747 pod arhitektom Bartolomeo Rastrellijem. Na ukaz Pavla I. je bil na podstavku izdelan napis »Od velikega vnuka do velikega dedka«, ki je okrašen z reliefi, ki prikazujejo prizore dveh ruskih zmag nad Švedsko med veliko severno vojno.
Pavla I. so umorili le 40 noči kasneje, ko se je preselil v svoj novozgrajeni grad. 12. marca 1801 ga je v lastni spalnici umorila skupina odpuščenih častnikov na čelu z generalom Bennigsenom. Zarotniki so ga prisilili k mizi in ga skušali prisiliti, naj podpiše odstop. Pavel je nudil nekaj odpora in eden od atentatorjev ga je udaril z mečem, nato pa so ga zadavili in ga pretepli do smrti. Nasledil ga je njegov sin car Aleksander I. Ruski, ki je bil takrat dejansko v palači in ga je o njegovem ustoličenju obvestil general Nikolaj Zubov, eden od atentatorjev.
Po Pavlovi smrti se je carska družina vrnila v Zimski dvorec. Grad sv. Mihaela je bil zapuščen in leta 1823 dodeljen vojski - Glavni inženirski šoli (kasneje je postala Nikolajevska inženirska akademija, zdaj pa Vojaško inženirsko-tehniška univerza). Od takrat naprej je bila stavba znana kot Inženirski grad. Med letoma 1838 in 1843 je ruski pisatelj  Dostojevski študiral kot kadet na glavni inženirski šoli.
V začetku 1990-ih je grad sv. Mihaela postal podružnica Ruskega muzeja in ima zdaj svojo galerijo portretov , v kateri so uradni portreti ruskih carjev in caric ter različnih dostojanstvenikov in slavnih oseb od konca 17. do začetka 20. stoletja.
- Južna fasada gradu
- Zahodna fasada gradu
- Severna fasada gradu

## Oblikovanje
Grad je zgrajen iz opeke. Leži med rekama Moiko in Fontanko. Kvadratna stavba z osmerokotnim dvoriščem je bila prvotno zaščitena z jarki, ki so jih zapolnili leta 1823.
Južna glavna fasada ima jonski portik. Severna fasada je obrnjena proti letnemu vrtu. Odprto teraso krasijo dorski marmorni stebri, veliko granitno stopnišče in bronasta kipa Herakleja in Flore, kopije starodavnih skulptur. Delno so ohranjeni prvotni dekor sprednjega stopnišča, prestolna soba, Rafaelova galerija in grajska cerkev.
Grajska cerkev je posvečena nadangelu Mihaelu. Je tipičen primer Brenningovega klasicizma. Po legendi je car Pavel I. sanjal nadangela Mihaela. Slednji mu je naročil, naj zgradi cerkev v njegovo čast.
Pred gradom je bronast kip Petra Velikega, ki je upodobljen v cezarski halji z maršalsko palico v desni roki. Bartolomeo Rastrelli ga je v imenu carja zasnoval že leta 1719. Šele leta 1747 je dala Elisabeta, nekoliko spremenjen kip, ulit v bron. Trajalo je še pol stoletja, da je spomenik leta 1800 našel svoje mesto pred novozgrajenim gradom svetega Mihaela. Car Pavel I. je posvetilo, ki ga je izdelal Ehernen Reiter, doda napis »Od velikega vnuka do velikega dedka«.